# Eloy Casagrande
Pour les articles homonymes, voir Casagrande.
Eloy Casagrande, né le 29 janvier 1991 à Santo André, est un batteur brésilien, plus connu pour avoir été membre du groupe de thrash metal Sepultura, et pour être le batteur du groupe Slipknot depuis 2024. Il est également membre du groupe Iahweh.
À tout juste 13 ans, il gagne le concours du Batuka International Drummer Fest,. À 15 ans, il est le premier batteur sud-américain à remporter le « Modern Drummer's undiscovered drummer contest 2005 ». Il est considéré par la presse et de nombreux musiciens comme un véritable prodige,.

## Biographie
Il commence la batterie à l’âge de 7 ans quand sa mère gagne une batterie jouet. À 10 ans, il souhaite en faire son métier et travaille énormément, jusqu’à 5h par jour. Son premier professeur de batterie lui a appris le jeu brésilien.
Il a été batteur dans les groupes, AcllA, 2OIS et Gloria, ainsi que pour le chanteur Andre Matos.
En 2011, il rejoint le groupe Sepultura, ce qui constitue pour lui un véritable choc et un honneur, étant un fan depuis des années. Il n’a alors que 20 ans, le groupe ayant été créé avant sa naissance, une vingtaine d’années le sépare des autres membres. Toutefois, la différence d’âge est loin de poser un problème, Derrick Green, le chanteur de Sepultura, considérant au contraire que sa jeunesse et son énergie sont un atout. Son jeune âge lui vaut le surnom « The Kid » au sein du groupe.
Son intégration au sein du groupe s’est faite sans encombre. En effet, Andreas Kisser, guitariste de Sepultura, déclara à la suite d'une première répétition avec Eloy, que ce dernier avait été capable de jouer les vieux morceaux ainsi que les nouveaux du groupe comme s’il en faisait partie depuis longtemps. De même, il permet un certain renouvellement dans le style de Sepultura, apportant de nouvelles possibilités et poussant, par ses compétences hors normes, les autres membres au-delà de leurs limites.
En avril 2024, Slipknot a officiellement confirmé que Casagrande remplacerait Jay Weinberg en tant que batteur du groupe. Son premier concert avec le groupe a eu lieu le 25 avril 2024 au Pappy & Harriet's Palace en Californie, aux États-Unis.

## Caractéristiques musicales

### Style
Il est fortement influencé par les rythmes brésiliens même si son style de prédilection est le metal. Il allie dans son jeu puissance, vitesse, groove et précision, il déclare d’ailleurs que « jouer fort fait partie de moi, c’est mon kiff, j’adore ça ». Cette puissance se ressent dans le jeu de scène, apportant, selon Andreas Kisser, une nouvelle énergie dans les performances live de Sepultura.
Ce style puissant exige une préparation physique. Ainsi, afin d’être le plus efficace et puissant possible en concert, Eloy se prépare deux semaines avant de partir en tournée. Il s’échauffe tous les jours de bonne heure avant de jouer avec des baguettes plus lourdes que celles qu’il utilise en concert. Également, il préfère se préparer sur des serviettes ou un canapé plutôt que sur un pad afin d’être obligé de lever haut ses baguettes. Par ce moyen, il développe à la fois sa technique et sa musculature.
Ses collègues lui reconnaissent de très nombreuses qualités. Kisser dit que c’est un musicien incroyable capable de jouer n’importe quoi, qu’il a beaucoup de force et de technique malgré son âge, le comparant à un véritable monstre surhumain. Il possède, à ses yeux, un niveau supérieur à Igor Cavalera, premier batteur et fondateur de Sepultura, qu’il estimait déjà très bon. Selon lui, Eloy a ce qu’il y avait de mieux dans les deux précédents batteurs de Sepultura, Igor et Jean Dolabella, associant puissance et technique. Il s’amuse d’ailleurs des réactions des batteurs qui le voient jouer, disant que, même lorsqu’ils sont très expérimentés, ils se disent qu’ils doivent retourner à l’école.

### Matériel
Eloy Casagrande est endorsé par Tama, Paiste depuis 2005, Evans et Pro-Mark depuis 2002.
Il utilise des baguettes Hickory 747 "Rock" Wood Tip.

### Batterie
Eloy joue sur une batterie Tama Silverstar composée :
- de deux grosse caisse 18"x22",
- d'une caisse claire 6.5"x14",
- d'un tom aiguë 7"x8",
- d'un tom medium 11"x14",
- d'un tom grave 14"x16" placé à droite,
- et d'un tom grave 16"x18" placé à gauche[10],[14].

### Cymbales
Son kit est constitué en grande majorité de cymbales Paiste RUDE. On y trouve de gauche à droite :
- une 18" RUDE Novo China,
- une 14" Signature Dark Crisp Hi-Hat,
- une 10" RUDE Splash,
- une 12" RUDE Shred Bell,
- une 19" RUDE Crash/Ride,
- une 14" PST X Swiss Flanger Stack,
- une 14" Signature Sound Edge Hi-Hat,
- une 19" RUDE Thin Crash,
- une 20" RUDE Power Ride,
- une 18" RUDE Novo China,
- une 10" 2002 Mega Bell
- une 20" RUDE Ride/Crash[11].

## Discographie

### Avec Andre Matos
- 2009 - Mentalize

### Avec Aclla
- 2010 - Landscape Revolution

### Avec Gloria
- 2012 - [RE]NASCIDO

### Avec Iaweh
- 2009 - Neblim
- 2014 - Derserto

### Avec Sepultura
- 2013 - The Mediator Between Head and Hands Must Be the Heart[15]
- 2017 - Machine Messiah
- 2020 - Quadra